# اولد تگزاس (آلاباما)
اولد تگزاس (به انگلیسی: Old Texas) یک منطقهٔ مسکونی در ایالات متحده آمریکا است که در شهرستان مونرو، آلاباما واقع شده‌است. اولد تگزاس ۱۳۱٫۰۷ متر بالاتر از سطح دریا واقع شده‌است.